# 花蔵院 (春日部市)
花蔵院（けぞういん）は、埼玉県春日部市にある真言宗豊山派の寺院。

## 歴史
永禄年間（1558年 - 1570年）に開山された。当院から約600メートル南西に位置する西金野井香取神社の旧別当寺であった。。
西金野井香取神社と同様に、かつては江戸川の畔に位置していたこともあり、治水工事のため1915年（大正4年）と1952年（昭和27年）の2回移転している。
埼玉県の有形文化財に指定されている四脚門は精密な彫刻が施されており、彩色をしていた形跡も残されている。2007年（平成19年）から2009年（平成21年）にかけて解体修理が行われた。

## 文化財

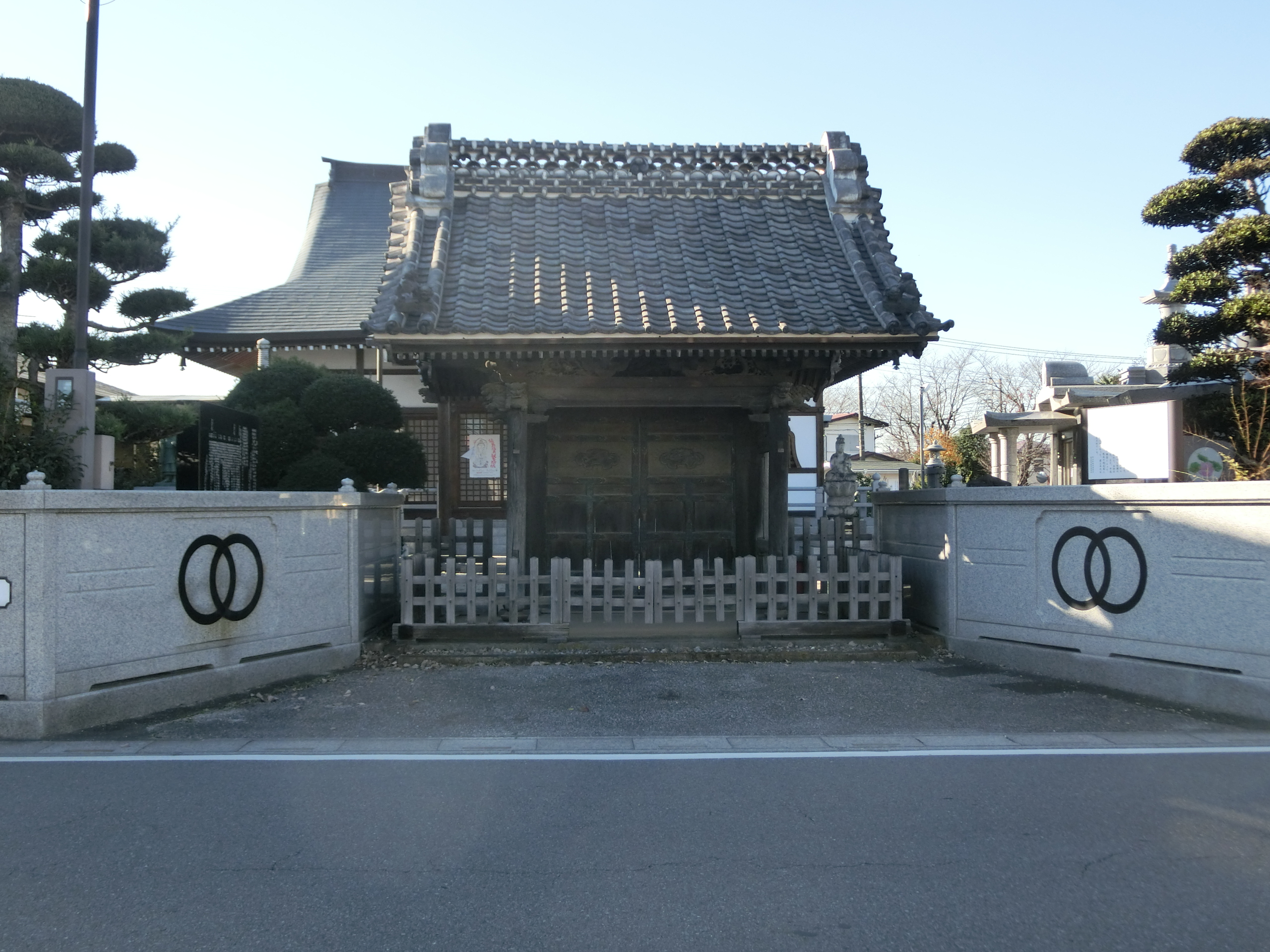
花蔵院の四脚門（埼玉県指定有形文化財 昭和30年11月1日指定）

## 交通アクセス
- 最寄り駅は東武野田線（東武アーバンパークライン）の南桜井駅。